# Двойников, Валерий Васильевич
Валерий Васильевич Двойников (4 мая 1950, Озёрск, Челябинская область, РСФСР, СССР) — советский дзюдоист, заслуженный мастер спорта СССР (1976), серебряный призёр Олимпийских игр, серебряный призёр чемпионата мира, победитель и призёр чемпионатов Европы, победитель и неоднократный призёр чемпионатов СССР по дзюдо, призёр чемпионатов СССР по самбо.

## Биография
Родился в 1950 году в посёлке Старая Теча близ Озёрска Челябинской области.
В 1965 году занялся самбо и уже в 1967 году стал кандидатом в мастера спорта, а в 1968 году — мастером спорта.. В 1965 году окончил 8 классов в школе № 40, в 1968 окончил ГПТУ № 16. Одними из тренеров спортсмена были Владимир Мусатов и Ярослав Волощук.
В 1968 году в Ереване становится чемпионом СССР среди юношей по самбо, в 1969 и в 1970 годах чемпионом СССР среди юниоров. В 1970 году также выступил на чемпионате СССР по самбо среди взрослых и завоевал бронзовую медаль, повторил тот же результат в 1971 году. В 1970 году завоевал звание чемпиона Европы по дзюдо среди юниоров. С 1971 года окончательно перешёл в дзюдо, и в этом же году стал третьим на чемпионате Европы, как в личном, так и в командном первенстве. В 1972 году выиграл международный турнир в Тбилиси. Валерий Двойников мог поехать на чемпионат Европы, где между ним и Анатолием Новиковым мог быть решён вопрос о том, кто поедет на олимпийские игры 1972 года в Мюнхен, но Двойников был отстранён от участия в чемпионате за нарушение таможенных правил при поездке в Польшу.
В 1973 году переехал в Киев, перейдя к тренеру Я. И. Волощуку и в другое спортивное общество и был дисквалифицирован за переход, но в конце года вновь допущен к соревнованиям.
В 1974 году стал вторым на чемпионате Европы в личном первенстве и чемпионом Европы в команде, а также стал чемпионом мира среди студентов. В 1975 году на чемпионате Европы вновь остался вторым в личном первенстве и чемпионом в команде, стал вторым на Спартакиаде СССР и тяжело травмировался: отрыв сухожилия трицепса. В этом же году перенёс операцию. В 1976 году стал серебряным призёром чемпионата мира (при этом в финал вышли два советских борца, Двойников и Владимир Невзоров и по некоторым сведениям, судьбу золотой медали решили тренеры сборной жребием), выиграл международный турнир в Париже, и наконец стал чемпионом Европы в личном первенстве, заняв второе место в командном.
Выступая на Летних Олимпийских играх 1976 года в Монреале, боролся в категории до 80 килограммов, так как в весовой категории до 70 килограммов тренеры выбрали Владимира Невзорова, при этом в эту категорию он перешёл только за несколько месяцев до Олимпиады и на сборах оказался лучшим. В его категории боролись 32 спортсмена. Борец, победивший во всех схватках группы выходил в финал, где встречался с победившим борцом из другой группы. В «утешительных» схватках встречались те борцы, которые проиграли победителю группы: так, проигравший борец «Б» в первой схватке борцу «А», во второй схватке (при условии, что борец «А» свою вторую схватку выиграл) боролся с проигравшим борцу «А», и если выигрывал, то продолжал участвовать в турнире до тех пор, пока борец «А» не проигрывал. Победители в утешительных схватках получали бронзовые медали.
Выступление Двойникова в этой категории стало сюрпризом для всех участников. В первой схватке Двойников на третьей минуте обратным удержанием со стороны головы (кудзурэ-ками-сихо-гатамэ) выиграл у Рикардо Элмонто (Суринам). Во второй схватке на четвёртой минуте советский борец «мельницей» (ката гурума) чисто бросил Субейла Исильнура (Турция). В третьей схватке на третьей минуте удержанием выиграл у Хосе-Луиса Фрутоса (Испания), и также удержанием выиграл у Славко Обадова на второй минуте. Все удержания были проведены после успешно проведённых «мельниц».
Таким образом, Двойников смог дойти до финала, где встретился с чемпионом Японии Исаму Сонода и проиграл ему в упорнейшей схватке, которая продолжалась все отведённые десять минут. Советский борец дважды пытался провести приёмы, но оба раза ему не удалось совершить бросок, достаточный для оценки. Сонода в свою очередь, сумел выполнить зацеп изнутри (о-ути гари), оцененный в юко. При этом надо учесть тот факт, что Валерий Двойников боролся с более тяжёлым Сонода, имея серьёзную травму: в схватках у советского борца разошёлся шов на месте отрыва сухожилия.
После олимпийских игр борец трижды становится призёром чемпионатов СССР и получает два третьих места на международных турнирах, после чего в 1980 году оставляет спортивную карьеру.
Валерия Двойникова в своё время считали самым быстрым дзюдоистом в мире, коронным приёмом борца была «мельница» (ката гурума). Также борец хорошо владел броском через плечо (иппон сэоинагэ) и был весьма опасен в партере, эффективно используя болевые приёмы.
Из статьи журнала Black Belt за октябрь 1976 года, которым Двойников признан восьмым в десятке лучших европейских дзюдоистов года:
Его излюбленный бросок это редко используемая «мельница», но он также использует уверенный бросок через спину. Он очень опасен в партере со своими мощными болевыми приёмами
Оригинальный текст (англ.)His pet throw is the rarely used kataguruma (shoulder wheel) but he also uses strong seoinage (shoulder throw). He is very dangerous in matwork relying of his power to score with armlocks
С 1980 по 1994 год на тренерской работе, тренировал сборные Украины (1980—1984), Алжира (1984—1988), снова Украины (1988—1990), Бельгии (1990—1992), Португалии (1993—1994), Бельгии. В числе его воспитанников чемпион мира, призёр чемпионата мира, чемпион Европы и чемпионы Африки.
С 1994 года Валерий Двойников живёт в Льеже, был президентом бельгийской федерации «Унифайт», его сын Валерий советник мэра Льежа по делам молодежи и спорта. В 1995 и 1997 годах был чемпионом Льежа по теннису.
Окончил Киевский государственный институт физической культуры в 1975 году.